# Реакция США на войну на Ближнем Востоке (с 2023)
Реакция Соединённых Штатов Америки на войну на Ближнем Востоке, начавшуюся 7 октября 2023 года, обусловлена стратегическими целями и интересами США в регионе, сложившимися отношениями с Израилем и ролью, занятой США в урегулировании арабо-израильского конфликта.

## Определяющие факторы

### Политика США по палестино-израильскому конфликту
Имея экономические и политические интересы на Ближнем Востоке, США в своих действиях по урегулированию палестино-израильского конфликта стремятся учитывать свои стратегические интересы и цели, балансируя между поддержкой Израиля и стремлением к более широкой региональной стабильности. США поддерживают решение конфликта путём образования двух государств для двух народов. Предоставляя Израилю помощь на большую сумму, чем любой другой стране, они также помогают Палестинской администрации (ПНА), финансируя преимущественно правительственные и гуманитарные программы. При этом палестинская исламистская вооружённая организация ХАМАС считается США террористической, а её лидеры — глобальными террористами особого значения.

### Военное сотрудничество США и Израиля
Израиль имеет статус одного из «основных союзников США вне НАТО», что даёт ему приоритетный доступ к американским военным платформам и технологиям; ежегодно он получает от США около 3,3 млрд. долларов помощи, в основном выделяемой на покупку у США вооружений и военных услуг, что составляет около 15% от военного бюджета Израиля. Военная помощь США помогла превратить армию Израиля в одну из самых технологически высокоразвитых в мире. Принцип поддержания у Израиля качественного военного преимущества перед лицом любых угроз в регионе закреплён в американском законе от 2008 года. В 2021 году Израиль перешёл из ведения Европейского командования ВС США (EUCOM) под эгиду их Центрального командования (CENTCOM), что сделало возможным сотрудничество в рамках этой структуры с союзными США арабскими странами.
Со своей стороны, Израиль борется в интересах США с исламистскими группировками и враждебными режимами на Ближнем Востоке, помогая США не идти на лобовые столкновения со странами арабского мира. Израиль обучает американских правоохранителей и экстренные службы, а также содействует США в сферах безопасности, высоких технологий и оборонной промышленности. Страны активно сотрудничают в сфере разработки и производства новейших средств противовоздушной обороны. Израиль расширяет стратегические возможности США, усиливает их потенциал сдерживания, значительно повышает возможности разведки США, а также передает им опыт, полученный на поле боя, и связанные с ним современные технологии и разработки в сфере безопасности.

## Война в Газе

### Первоначальная реакция на начало войны
7 октября США недвусмысленно осудили нападение ХАМАС на Израиль, заявив о готовности предложить Израилю все соответствующие средства поддержки, и добавив: «Терроризм никогда не может быть оправдан. Израиль имеет право защищать себя». 9 октября США заявили вместе с рядом европейских стран, что «признают законные стремления» палестинцев, но «ХАМАС не представляет эти стремления, и он не предлагает палестинскому народу ничего, кроме большего террора и кровопролития». 19 октября президент США Джо Байден, накануне посетивший Израиль, сравнил ХАМАС с Владимиром Путиным за стремление уничтожить соседнюю демократическую страну. При этом он заявил о приверженности решению палестино-израильского конфликта путём образования двух государств для двух народов.

### Наращивание сил США в регионе
Для поддержки Израиля в октябре 2023 года в регион были направлены две авианосные ударные группы ВМС США, а в августе 2024 года — и третья; в ноябре 2023 года для «сдерживания» потенциальных угроз в регион была также передислоцирована атомная подводная лодка. США нарастили количество боевых самолётов на своих наземных базах в регионе и размещённых в нём сил ПВО, а также направили в Израиль спецподразделение для помощи в поиске и освобождении заложников.

### Поставка военной помощи Израилю
Одновременно были начаты поставки Израилю вооружений, по заявлению министра обороны США Ллойда Остина от 12 октября, без ограничений на их использование. Посетив Израиль 18 октября, Байден призвал Конгресс увеличить военную помощь Израилю. Из-за внутриполитических разногласий в США, пакет помощи Израилю на сумму 14,5 млрд. долларов, одобренный 2 ноября Палатой представителей (контролируемой республиканцами), не был утверждён Сенатом (контролируемым демократами); Байден также угрожал ветировать его. Тем не менее, в основном без рассмотрения Конгрессом, на конец мая 2024 года, США произвели Израилю свыше 100 поставок военной помощи.

### Ограничение поддержки и выставление условий
К декабрю 2023 года, под влиянием растущей критики войны в Газе и требования части демократов поставить условия для дальнейшего предоставления военной помощи, позиция США в отношении Израиля стала ужесточаться. 22 декабря США (ранее трижды за эту войну использовавшие своё право вето в Совбезе ООН в пользу Израиля) воздержались при очередном голосовании. В результате была принята резолюция 2720 Совбеза, призвавшая к «бессрочным паузам» в войне для доставки гумпомощи и заявившая, что в будущем ПНА распространит своё управление на Газу.
В феврале 2024 года США выпустили меморандум, требующий от получателей их военной помощи письменных гарантий соблюдения законов ведения войны; 14 марта Израиль предоставил соответствующие гарантии. В мае 2024 года администрация Байдена опубликовала доклад, в котором сочла «обоснованной оценкой» использование Израилем американского оружия с 7 октября «в случаях, несовместимых с его обязательствами по МГП».

### Ограничения поставок военной помощи
От безоговорочной поддержки Израиля США перешли к приостановке поставок оружия и боеприпасов. 
Так, 8 мая 2024 года, стремясь предотвратить занятие Израилем города Рафиах на юге сектора Газа, США угрожали остановить поставку Израилю бомб и артиллерийских боеприпасов в случае, если он решится на штурм города, и вскоре приостановили поставку 3500 бомб. 18 июня 2024 года премьер-министр Израиля Биньямин Нетаньяху пожаловался на приостановки поставок вооружений и боеприпасов в предыдущие месяцы; госсекретарь США Энтони Блинкен заявил в ответ, что на момент обсуждения были приостановлены только поставки 2000-фунтовых бомб.

## Операция «Страж процветания»
В годы, предшествовавшие войне, первая администрация Дональда Трампа (2017—2021) внесла йеменскую исламистскую вооружённую организацию хуситов, финансируемую и вооружаемую Ираном, в список террористических организаций. Администрация Джо Байдена (2021—2025) исключила группировку из этого списка и прекратила поддержку возглавляемой Саудовской Аравией коалиции, действовавшей против хуситов, заявив о необходимости «прекращения войны».
После начала войны Израиля с ХАМАС, хуситы начали атаковать суда в Красном море с целью поддержки ХАМАС и давления на Израиль. С 18 декабря 2023 года США начали против них военную операцию «Страж процветания» во главе коалиции, насчитывающей, по заявлению Пентагона, свыше 20 стран. Однако эффективность операции оказалась ограниченной, а стоимость — высокой; нанесение коалицией ряда точечных ударов не остановило атаки хуситов.

## Защита Израиля от обстрелов Ираном
Вооружённые силы США, дислоцированные в регионе, также оказали Израилю содействие при перехвате ракет и беспилотников во время обстрела Израиля со стороны Ирана, произведённого 13—14 апреля 2024 года. При посредничестве США, в защите Израиля от иранских обстрелов принял участие и ряд арабских государств региона.
Когда Иран второй раз произвёл обстрел Израиля 1 октября 2024 года, выпустив около 200 баллистических ракет, вооружённые силы США также приняли участие в отражении этого удара, сбивая ракеты.

### Комментарии
1. ↑  ХАМАС признан террористической организацией в ЕС, Австралии, Аргентине, Великобритании, Израиле, Канаде, Новой Зеландии, Парагвае, США и Японии. Его деятельность также запрещена в Иордании.
2. ↑  Хуситы признаны террористической организацией в части Йемена, не находящейся под их контролем, а также в Канаде, Малайзии, ОАЭ, Саудовской Аравии и США.